# Bulbophyllum calceilabium
Bulbophyllum calceilabium là một loài phong lan thuộc chi Bulbophyllum.